# Рачинский, Яков Андреевич
Яков Андреевич Рачинский (род. 31 января 1980, Куйбышев) — российский хоккеист, нападающий. Тренер.

## Биография
Уроженец Самары, дебютировал в сезоне 1997/98 за команду первой лиги «Лада-2», затем перешёл в «Динамо-2» Москва. Выступал за «Воронеж» (1999/2000), ЦСК ВВС (2000/01 — 2002/03), «Ладу» (2003/04, 2005/06 — 2010/11, 2011/12), «Амур» (2004/05), «Нефтяник» Лениногорск (2004/05 — 2005/06), «Молот-Прикамье» (2010/11), «Алматы» (Казахстан, 2012/13), «Сокол» Красноярск (2013/14). Почти весь последний сезон пропустил из-за травмы, летом 2014 года пытался заиграть в «Рязани», но завершил карьеру.
Тренер юношеских команд «Лады» (2014—2017), «Балашихи» (2020—2023). С сезона 2023/24 — тренер по развитию игроков в «Ладе».